# Chiesa di Santa Maria di Portosalvo (Scoglitti)
La chiesa madre di Santa Maria di Portosalvo è un edificio religioso si trova a Scoglitti, in provincia di Ragusa. È intitolata a santa Maria di Portosalvo ed è la chiesa madre del paese.

## Storia

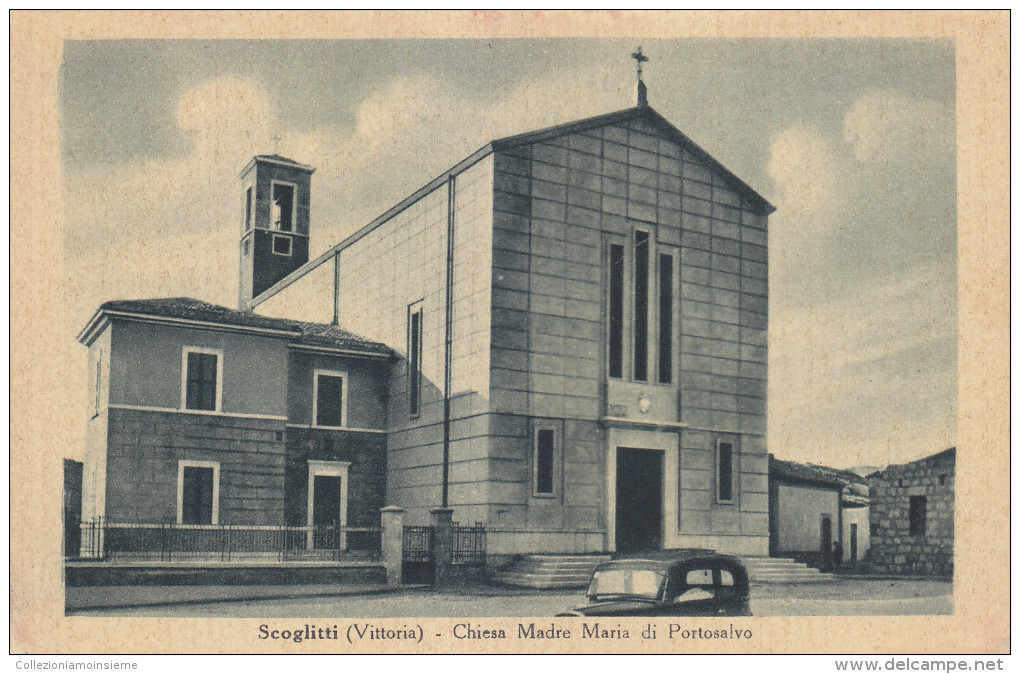
La Chiesa madre Santa Maria di Portosalvo in una foto degli anni '40

Edificata nel 1937, dono di papa Pio XI, è un esempio di architettura in stile fascista e venne fatta erigere per via dell'incremento della popolazione locale dato che la settecentesca chiesetta di Santa Maria di Portosalvo, eretta definitivamente parrocchia con un decreto del 1925 da parte dell'arcivescovo di Siracusa Mons. Giacomo Carabelli, era ormai troppo piccola per accogliere la popolazione crescente di Scoglitti.
Pertanto si provvide a costruire una nuova sede parrocchiale in una nuova chiesa omonima alla chiesetta settecentesca che per differenziarla dalla nuova oggi viene chiamata (senza dedicarla o intitolarla al santo) "chiesa di San Francesco" anche se la vera titolare rimane sempre Santa Maria di Portosalvo.
Nel maggio del 1937 fu completata la nuova Chiesa madre e il 23 maggio 1937 fu consacrata e intitolata a Santa Maria di Portosalvo dall'arcivescovo di Siracusa S.E.Mons. Ettore Baranzini, il quale volle che nel pomeriggio il simulacro della patrona venisse portato in processione nella nuova chiesa Madre, lasciando per sempre la sua antica chiesetta e prendendo possesso della nuova Chiesa Madre a lei dedicata. In quella occasione venne benedetta la nuova campana che commemora l'evento.

## Interno
La chiesa madre si presenta ad unica navata terminata da un'abside a pianta semicircolare in cui è inserito il presbiterio. Custodisce al suo interno alcune opere d'arte tra cui la statua della patrona l'Assunta di Cammarana-Santa Maria di Portosalvo del 1685 che vanta un culto risalente all'VIII secolo. e la statuetta miracolosa detta di San Franciscuzzu (san Francesco di Paola) anch'essa risalente alla fine del Seicento ma ritrovata a mare solo nella seconda metà dell'Ottocento da alcuni pescatori nella spiaggia do palummaru.
La chiesa ha avuto radicali modifiche verso la fine del 1970 che ne ha completamente cambiato l'aspetto al suo interno. In quella occasione vennero realizzati un grande mosaico al posto del preesistente altare neoclassico-barocco e un moderno soffitto a cassettoni molto più in basso rispetto all'antico, togliendo così circa 4 o 5 metri d'altezza all'interno della chiesa.